# Facundo Campazzo
Facundo Campazzo (Córdoba, 23 de março de 1991) é um jogador argentino de basquetebol profissional que atualmente joga pelo Real Madrid que disputa a Euroliga, Liga ACB.
Como membro do Real Madrid, Campazzo ganhou dois títulos da EuroLiga em 2015 e 2018. Enquanto representava a Seleção Argentina, ele conquistou a medalha de prata na Copa do Mundo de 2019.

## Carreira profissional

### Peñarol de Mar del Plata (2008–2014)
Campazzo começou a jogar pelo Peñarol de Mar del Plata, da Liga Argentina, em 2008. Com o Peñarol, ele venceu os seguintes torneios: Campeonato argentino (2010, 2011, 2012, 2014), Copa da Argentina (2010), Torneio Super 8 (2009, 2011, 2013), o Torneio Interligas (2010, 2012) e a Liga das Américas (2010).
Ele foi nomeado a Revelação do Ano da Liga Argentina e o MVP da Copa da Argentina em 2010. Ele foi nomeado o MVP do Torneio Super 8 em 2011 e 2013 e o MVP das Finais da Liga Argentina em 2012 e 2014.

### Real Madrid (2014–2020)
Em 30 de agosto de 2014, ele assinou um contrato de três anos com o Real Madrid. Na temporada de 2014-15, o Real Madrid conquistou o título da EuroLeague após derrotar o Olympiacos por 78-59. O Real Madrid terminou a temporada vencendo as Finais da Liga Espanhola contra o Barcelona. Ao ganhar esse título, o Real Madrid também conquistou a tríplice coroa.
Em 20 de agosto de 2015, Campazzo foi emprestado ao UCAM Murcia. Ele passou a temporada de 2015-16 e a temporada 2016-17 da Liga ACB com o Murcia. Ele retornou ao Real Madrid para a temporada de 2017-18.
Na temporada de 2017-18, o Real Madrid venceu o título da EuroLeague após derrotar o Fenerbahçe por 85-80. Em 30 jogos disputados na competição, Campazzo teve médias de 7,9 pontos, 4,5 assistências e 2,4 rebotes. Em 24 de maio de 2018, ele terminou em quarto lugar na votação para o prêmio de MVP da temporada de 2017-18 da Liga Espanhola.
Em 26 de junho de 2018, ele renovou com o Real Madrid por três anos. Em 3 de maio de 2019, ele foi nomeado o MVP do mês de abril da EuroLeague. Na disputa para o terceiro lugar do Final Four da EuroLeague de 2019, Campazzo estabeleceu o recorde de assistências em um jogo de Final Four com 15.
Em 6 de fevereiro de 2020, Campazzo se juntou a Stefan Jović, no topo da tabela de assistências de todos os tempos da EuroLeague, depois de dar 19 assistências, na vitória por 103-97 sobre o Alba Berlin.

### Denver Nuggets (2020–Presente)
Em 30 de novembro de 2020, Campazzo assinou um contrato de 2 anos e US$7.4 milhões com o Denver Nuggets da NBA.
Em 13 de abril de 2022, Campazzo foi suspenso para o Jogo 1 da primeira rodada dos playoffs de 2022. A suspensão foi causada por ele ter empurrado o jogador do Los Angeles Lakers, Wayne Ellington, três dias antes.

## Carreira na seleção

### Base
Com a Seleção Sub-16, ele disputou a Copa América de 2007, onde conquistou a medalha de ouro.

### Profissional
Campazzo competiu pela Seleção Argentina nos Jogos Olímpicos de 2012, na Copa do Mundo de 2014 e nos Jogos Olímpicos de 2016. Ele conquistou a medalha de ouro na Copa América de 2012 e no Jogos Pan-Americanos de 2019, a medalha de prata na Copa do Mundo de de 2019, no Campeonato Sul-Americano de 2014, no Copa América de 2015 e na Copa América de 2017 e uma medalha de bronze na Copa América de 2013.

## Estatísticas da carreira

### NBA

#### Temporada regular
| Ano      | Equipe   | PJ  | PT | MPJ  | AP   | 3P   | LL   | RT  | AS  | BR  | TO | PPJ |
| -------- | -------- | --- | -- | ---- | ---- | ---- | ---- | --- | --- | --- | -- | --- |
| 2020–21  | Denver   | 65  | 19 | 21.9 | .381 | .352 | .879 | 2.1 | 3.6 | 1.2 | .2 | 6.1 |
| 2021–22  | Denver   | 65  | 4  | 18.2 | .361 | .301 | .769 | 1.8 | 3.4 | 1.0 | .4 | 5.1 |
| Carreira | Carreira | 130 | 23 | 20.0 | .371 | .326 | .824 | 1.9 | 3.5 | 1.1 | .3 | 5.6 |

#### Playoffs
| Ano      | Equipe   | PJ | PT | MPJ  | AP   | 3P   | LL   | RT  | AS  | BR  | TO | PPJ |
| -------- | -------- | -- | -- | ---- | ---- | ---- | ---- | --- | --- | --- | -- | --- |
| 2021     | Denver   | 10 | 9  | 27.0 | .392 | .396 | .842 | 3.0 | 4.1 | 1.4 | .4 | 9.3 |
| 2022     | Denver   | 4  | 0  | 3.3  | .000 | .000 | .000 | .8  | .5  | .0  | .0 | .0  |
| Carreira | Carreira | 14 | 9  | 15.1 | .196 | .198 | .421 | 1.9 | 2.3 | .7  | .2 | 4.6 |

### EuroLeague
| Ano      | Equipe      | PJ  | PT | MPJ  | AP   | 3P   | LL   | RT  | AS  | BR  | TO | PPJ |
| -------- | ----------- | --- | -- | ---- | ---- | ---- | ---- | --- | --- | --- | -- | --- |
| 2014–15† | Real Madrid | 11  | 1  | 8.6  | .476 | .364 | .700 | .5  | 2.0 | .5  | .1 | 2.8 |
| 2017–18† | Real Madrid | 30  | 28 | 23.1 | .396 | .376 | .833 | 2.4 | 4.5 | 1.4 | .1 | 7.9 |
| 2018–19  | Real Madrid | 34  | 14 | 23.6 | .385 | .374 | .893 | 2.6 | 5.2 | 1.6 | .0 | 8.7 |
| 2019–20  | Real Madrid | 28  | 27 | 23.9 | .403 | .310 | .870 | 2.3 | 7.1 | 1.4 | .0 | 9.9 |
| 2020–21  | Real Madrid | 10  | 7  | 25.4 | .380 | .275 | .826 | 2.5 | 6.7 | 2.0 | .0 | 9.3 |
| Carreira | Carreira    | 113 | 77 | 20.9 | .408 | .339 | .824 | 2.0 | 5.1 | 1.3 | .0 | 7.7 |